# Ptychodus
Ptychodus is een geslacht van uitgestorven haaien die over heel de wereld voorkwamen in het krijt tot ongeveer 85 miljoen jaar geleden.

## Beschrijving
De soort Ptychodus mortoni was ongeveer 10 meter lang en had kaken van een meter lang. De rangschikking van de tanden bestond uit dicht opeengepakte reeksen van stevige, rechthoekige kronen, die uit email bestonden en bezet waren met scherpe, grove dwarsrichels. Aan de randen hiervan bevonden zich afgeronde knobbels. Uiterlijk zou hij geleken hebben op de verpleegsterhaai, waarmee hij niet sterk verwant is.

## Leefwijze
Deze haai leefde van grote ongewervelden met een harde schaal, die ze konden breken met hun circa 1.000 naast elkaar geplaatste tanden. Het dier leefde in ondiepe wateren.

## Gallery

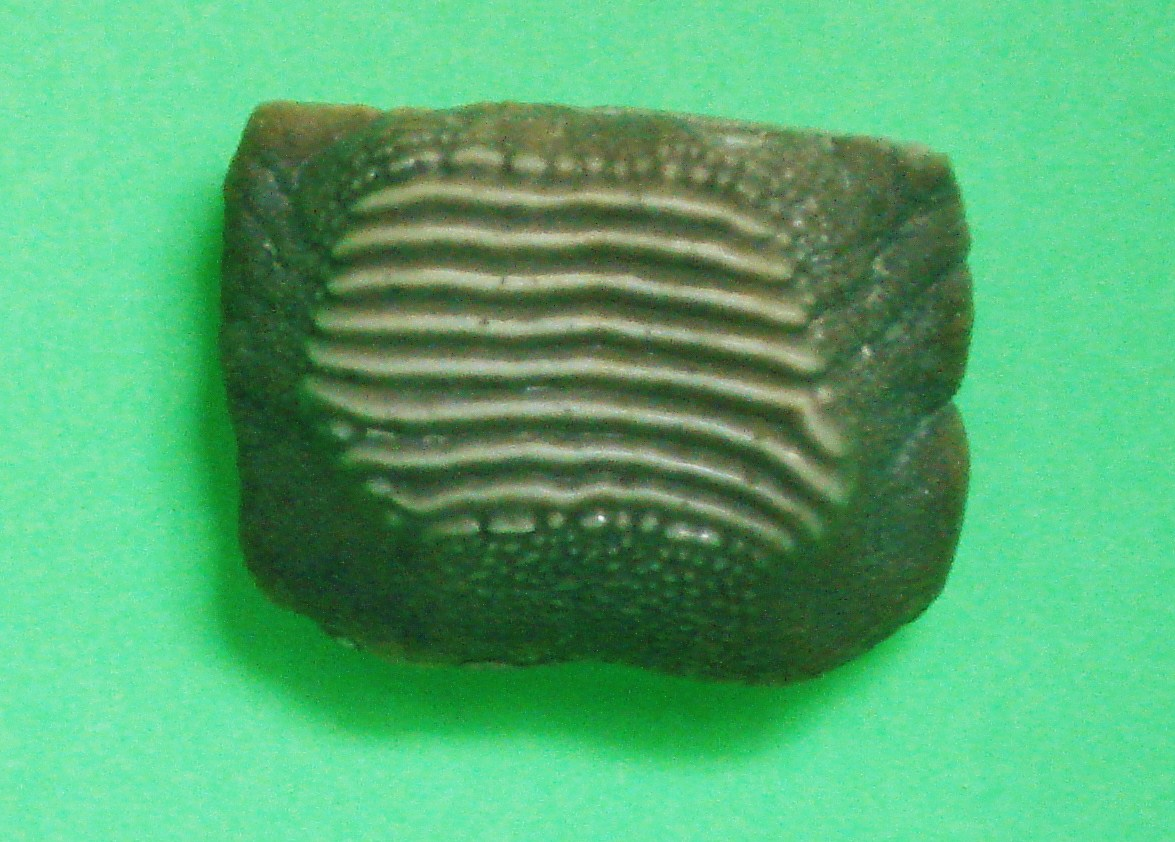
Ptychodus mammillaris tand
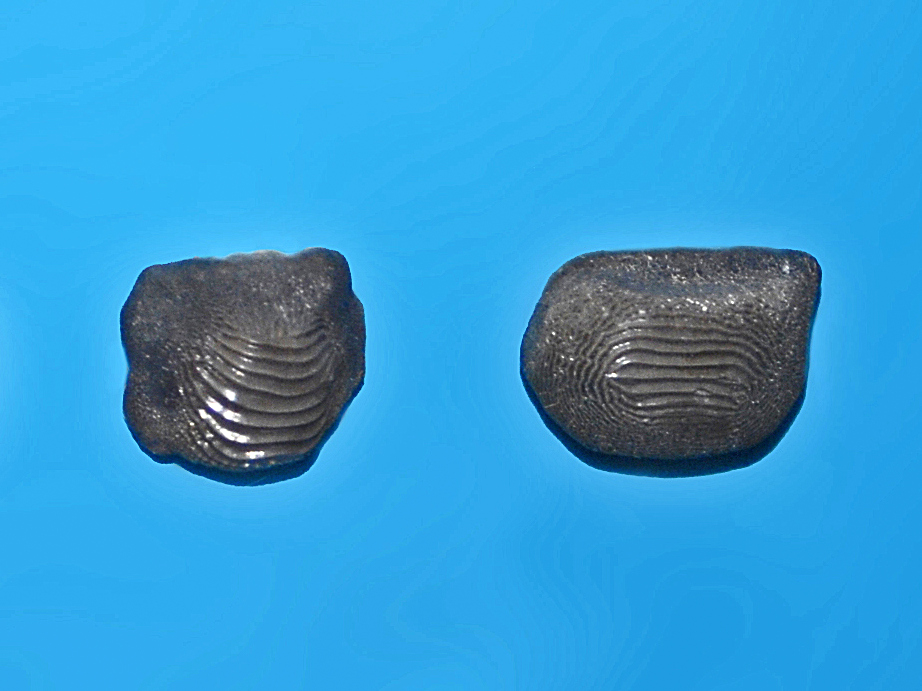
Tanden van Ptychodus decurrens uit de Verenigde Staten
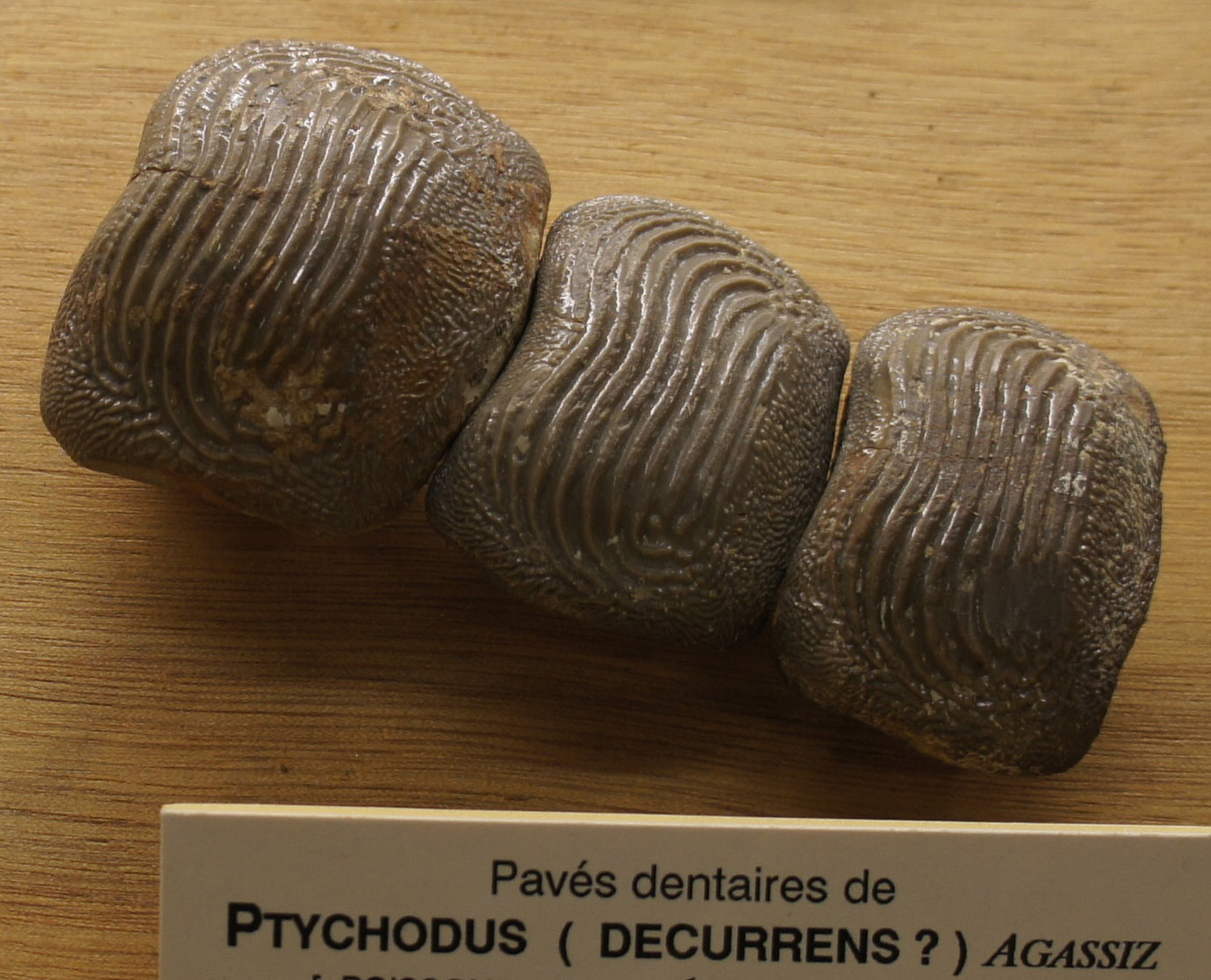
Tanden toegeschreven aan Ptychodus decurrens